# Витоки ріки Інгул
Ви́токи ріки́ Інгу́л — ландшафтний заказник місцевого значення в Україні. Розташований у межах Новомиргородського району Кіровоградської області на східній околиці села Бровкове.
Площа 1 га. Створений у 1992 році. Перебуває у віданні Новомиргородського лісництва ДП «Оникіївський лісгосп».
Створений з метою збереження мальовничої ділянки балки з джерелами, які дають початок річці Інгул (притока Південного Бугу). У верхній частині балки розташований невеликий лісовий масив, в якому переважають осикові насадження; тут зростає зірочник ланцетолистий, а також цінна лікарська рослина — валеріана висока. Нижче лісу розташований зволожений видолинок, що прилягає до ставу і заболоченої луки з лучною та болотною рослинністю. Переважають угруповання тонконогу болотного та лепешняку плавучого. Також зростають рогіз широколистий та ситняк болотний, серед яких трапляються жовтець отруйний, жовтець повзучий, зніт рожевий, китник колінчастий. Є угруповання мітлиці повзучої та м'яти польової.

## Галерея